# El pergamí vermell
El pergamí vermell (originalment en portuguès, O pergaminho vermelho) és una pel·lícula d'animació brasilera del 2020 dirigida per Nelson Botter Jr., que també ha escrit la història juntament amb Fernando Alonso, Alvaro Chaer, Leo Lousada i Angélica Reis. Produïda per Tortuga Studios, s'ha doblat al català amb la distribució de Paycom Multimedia.

## Sinopsi
Tots els nens del món comencen a tenir malsons recurrents. És llavors quan alguna cosa màgica li succeeix a la petita Nina: troba un misteriós pergamí vermell que la porta a la terra dels somnis. Allà, entre herois, monstres i criatures divertides, haurà de derrotar el senyor de les ombres, el Lord Dark, per a equilibrar aquest món i poder tornar a casa.